# Marian Leon Fulman
Marian Leon Fulman (ur. 27 marca 1864 w Starym Mieście, zm. 18 grudnia 1945 w Lublinie) – polski duchowny rzymskokatolicki, biskup diecezjalny lubelski w latach 1918–1945.

## Życiorys
Gimnazjum ukończył w Kaliszu, od 1886 studiował na Akademii Duchownej w Petersburgu. Święcenia kapłańskie przyjął 13 maja 1889 we Włocławku. W 1894 za działalność patriotyczną został uwięziony na Pawiaku i następnie wywieziony do Niżnego Nowogrodu. Po powrocie w 1907 był proboszczem w Częstochowie.
24 września 1918 został mianowany biskupem diecezjalnym diecezji lubelskiej. Konsekrowany został 17 listopada 1918 w Warszawie. Był współtwórcą i pierwszym wielkim kanclerzem Katolickiego Uniwersytetu Lubelskiego. W połowie lat 20. został pierwszym członkiem honorowym i dożywotnim Komitetu Budowy Domu Żołnierza Polskiego w Lublinie. W 1928 przeprowadził pierwszy synod diecezji. Sympatyk Narodowej Demokracji.
Aresztowany przez Niemców w ramach tzw. Sonderaktion Lublin, więziony na zamku lubelskim w 1939, skazany na karę śmierci i przewieziony do obozu koncentracyjnego w Oranienburg-Sachsenhausen (1939–1940). Po zwolnieniu z Sachsenchausen internowany w Nowym Sączu (1940–1945).
Zmarł w Lublinie 18 grudnia 1945. Pochowany został w podziemiach archikatedry lubelskiej.

## Ordery i odznaczenia
- Wielka Wstęga Orderu Odrodzenia Polski (1938)[6]
- Krzyż Komandorski z Gwiazdą Orderu Odrodzenia Polski (1931)[7]

## Upamiętnienie
Jego imieniem nazwano w Lublinie jedną z ulic w dzielnicy Wrotków.